# Петрос Сунгарис
Петрос Сократи Сунгарис (на гръцки: Πέτρος Σωκράτη Σούγγαρης) е гръцки адвокат и политик, кмет на Воден от 1975 до 1989 година и народен представител от партията Общогръцко социалистическо движение (ПАСОК).

## Биография
Роден е в 1933 година в южномакедонския град Воден, Гърция. По професия е юрист. В 1977 година става член на ПАСОК. Избран е за кмет на Воден в 1975 година, на която длъжност остава до 1989 година, когато я напуска, за да се включи в националните избори от листата на ПАСОК. Избран е за депутат от ПАСОК в 1989, 1990, 1993 година.
Умира на 12 януари 2019 година.